# 古德拉克湖

古德拉克湖（德語：Gudelacksee），是德國的湖泊，位於該國西南部，由勃蘭登堡州負責管轄，處於東普里格尼茨-魯平縣，長3.7公里、寬1.9公里，面積4.4平方公里，海拔高度52米，最大水深36米。